# Bazylika Trójcy Przenajświętszej w Fatimie
Bazylika Trójcy Przenajświętszej (port. Igreja da Santíssima Trindade) – kościół rzymskokatolicki położony na terenie sanktuarium Matki Bożej w Fatimie.
Zbudowana w latach 2004–2007 kosztem 80 milionów euro, pokrytym wyłącznie z ofiar pielgrzymów. Znajduje się na 4. miejscu wśród największych kościołów świata.

## Historia
9 marca 2004 papież Jan Paweł II pobłogosławił i ofiarował pod budowę pierwszy kamień pod budowę kościoła – fragment marmurowego grobu św. Piotra, nad którym wznosi się bazylika św. Piotra na Watykanie. Był to gest symboliczny, ponieważ fragment ów został później wystawiony na widok publiczny dla pielgrzymów.
Pierwszy kamień pod budowę kościoła położył 6 czerwca 2004 biskup diecezji Leiria-Fátima, Serafim Ferreira e Silva. Projekt wykonał grecki architekt Alexandros Tombazis, który wygrał międzynarodowy konkurs architektoniczny na budowę kościoła. Kościół został konsekrowany 12 października 2007, w 90. rocznicę objawień fatimskich; konsekracji dokonał legat papieski, kardynał Tarcisio Bertone.
Kościół otrzymał wezwanie Trójcy Przenajświętszej, ma we wnętrzu ok. 9000 miejsc dla wiernych. Dekoracja wnętrz była inspirowana sztuką bizantyjską i prawosławną.

## Architektura

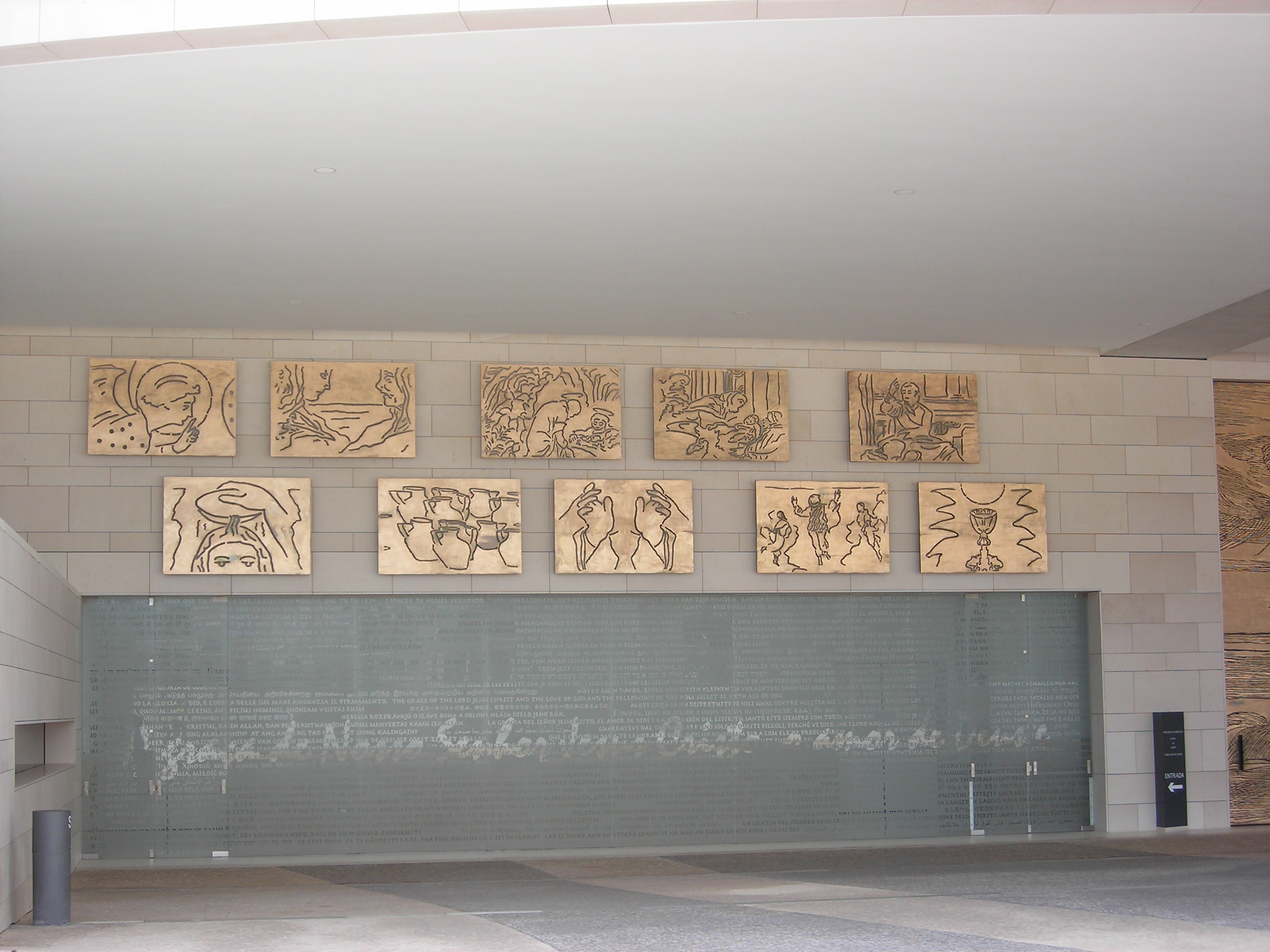
Jedna ze ścian budynku

Kościół ma 95 m długości, 115 m szerokości i 20 m wysokości. Jego wnętrze jest nachylone amfiteatralnie, dzięki czemu ołtarz jest dobrze widoczny z każdego miejsca. W prezbiterium jest miejsce dla ok. 100 księży-koncelebransów. Za pomocą ruchomej, 2-metrowej wysokości ściany można podzielić przestrzeń kościoła na dwa sektory mające odpowiednio 3175 i 5458 miejsc. W kościele są 3 kaplice: Najświętszego Serca Jezusowego, Niepokalanego Serca Maryi i Zmartwychwstania Jezusa.

## Wystrój wnętrza i otoczenia

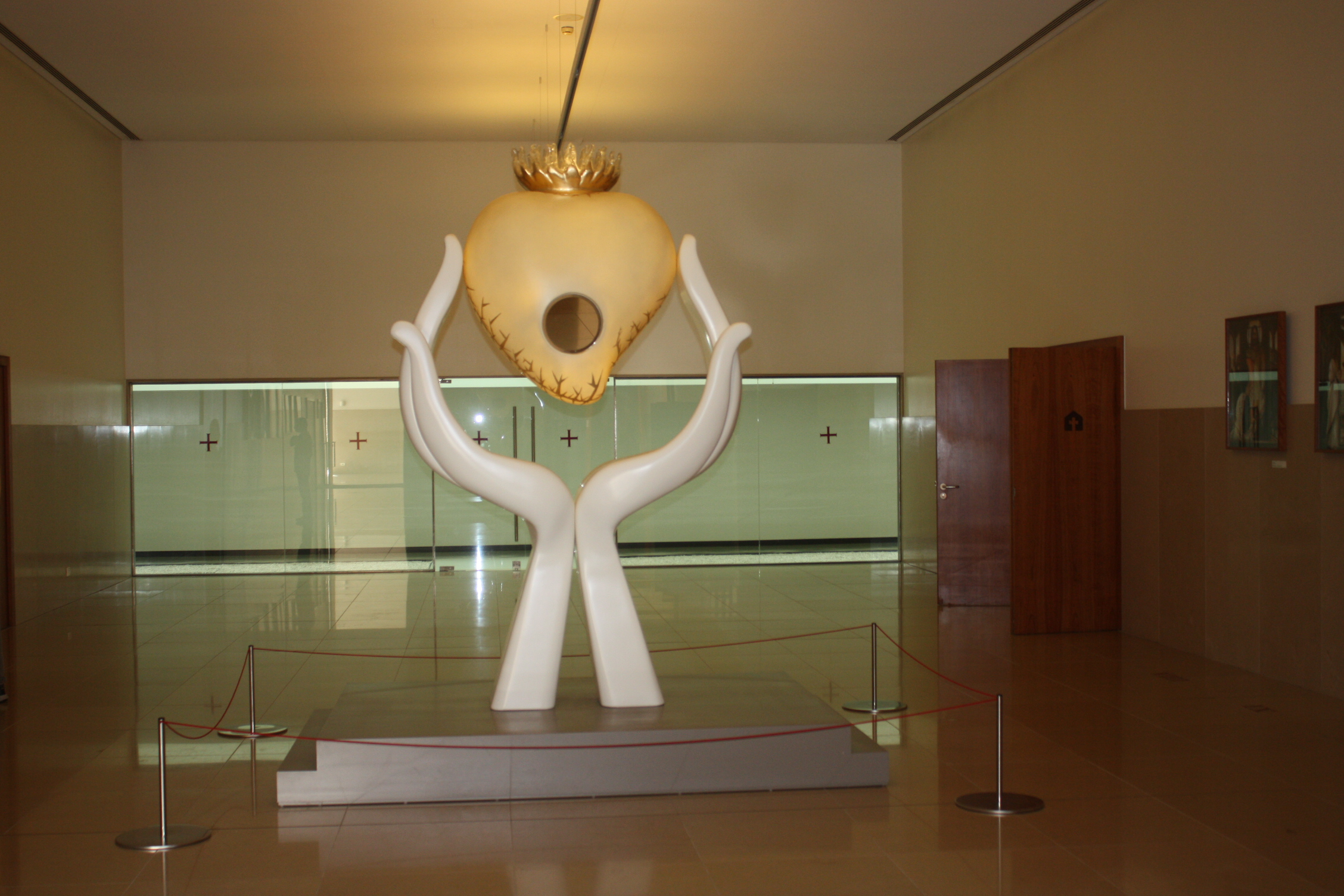
Podziemna kaplica

Wystrój wnętrza świątyni i jej otoczenia jest dziełem renomowanych artystów z kilku krajów:
- główne wejście – drzwi główne

górne panele z brązu – Pedro Calapez (Portugalia).
dolne panele ze szkła – Kerry Joe Kelly (Kanada)
- rzeźby na portyku wejściowym – Maria Loizidou (Cypr)
- krucyfiks – Catherine Green (Irlandia)
- Figura Matki Bożej Fatimskiej – Benedetto Pietrogrande (Włochy)
- Tylna ściana kościoła – Marko Ivan Rupnik (Słowenia)
- Panel w atrium przedstawiający apostołów św. Piotra i św. Pawła – Álvaro Siza Vieira (Portugalia)
- Posąg papieża Jana Pawła II na zewnątrz kościoła – Czesław Dźwigaj (Polska)
- wysoki krzyż na zewnątrz kościoła – Robert Schad (Niemcy)